# 孤竹君 (古琴曲)
〈孤竹君〉，古琴曲，全曲十段，以孤竹國之君王亞微為題。現存曲譜中僅見於《西麓堂琴統》卷二十五。今有琴家成公亮打譜演奏的版本。

## 解題
《西麓堂琴統》：「冢上一竿竹，風吹常裊裊，下有百年人，長眠不知曉。此昔人邂逅墓中語也，其稱孤竹君言多愴切，尤能使人惕然，夫墟墓之感，古今所同，匪有蒙莊之達，鮮能焉者，聞斯鼓也，勿移其聲可矣。」。

## 絃式
「泉鳴調」：慢一、三、六絃，同〈鳳翔千仞〉。

## 演奏版本
- 成公亮打譜並演奏。[3][4]